# 北京西车务段
北京西车务段于2013年11月由原石景山车务段更名而来，线路总里程465公里，管辖范围涉及丰沙铁路、京原铁路两条干线以及大台铁路、西北环线两条支线，共有车站54个。
1. ↑  .   [2019-01-15]. （原始内容存档于2019-01-15）.